# Opsiphanes cassina
Espèce
Opsiphanes cassina est une espèce d'insectes lépidoptères (papillons) qui appartient à la famille des nymphalidés et au genre Opsiphanes.

## Dénomination
Opsiphanes cassina a été décrit par Cajetan Freiherr von Felder et Rudolf Felder en 1862.

### Sous-espèces
- Opsiphanes cassina cassina
- Opsiphanes cassina aiellae Bristow
- Opsiphanes cassina barkeri Bristow, 1991 ; présent en Équateur.
- Opsiphanes cassina caliensis Bristow, 1991 ; présent en Colombie
- Opsiphanes cassina chiriquensis Stichel, 1902 ;  présent à Panama.
- Opsiphanes cassina fabricii (Boisduval, 1870) ; présent au Mexique, à Panama, au Costa Rica, au Guatemala
- Opsiphanes cassina icassina Felder & Felder, 1862
- Opsiphanes cassina merianae Stichel, 1902 ; présent au Surinam
- Opsiphanes cassina milesi Bristow, 1991 ; présent au Brésil
- Opsiphanes cassina notanda Stichel, 1904 ; présent  au Pérou
- Opsiphanes cassina numatius Fruhstorfer, 1912; présent en Colombie[1].

### Noms vernaculaires
Opsiphanes cassina se nomme Split-banded Owlet ou Split-banded Owl-Butterfly ou Cassina Owlet en anglais,,.

## Description
Opsiphanes cassina est un papillon d'une envergure d'environ 70 mm à bord externe des ailes antérieures concave. Le dessus des ailes antérieures est cuivre dans la partie basale, marron dans la partie distale avec une barre jaune de la moitié du bord costal à l'angle interne. Les ailes postérieures sont de couleur cuivre ou marron avec une bande submarginale cuivre.
Le revers est beige nacré marbré avec des ocelles aux contours irréguliers, un noir à l'apex des ailes antérieures, deux beige aux ailes postérieures.

### Chenille
La chenille est verte, bifide à tête beige nacré.

## Biologie

### Plantes hôtes
Les plantes hôtes de sa chenille sont diverses Cocos nucifera, Livistona, Bactris dont Bactris quineensis, Erythrea salvadorensis, Roystonea regia.

## Écologie et distribution
Opsiphanes cassina est présent au Mexique, à Panama, au Nicaragua, au Guatemala, au Costa Rica, en Colombie, en Équateur, au Pérou, au Brésil, au Surinam et en Guyane,.

### Biotope
Opsiphanes cassina réside en forêt tropicale humide, primaire ou secondaire.

### Protection
Pas de statut de protection particulier